# Analiza partnerów
Analiza partnerów – jedna z metod badania makrootoczenia organizacji.
W rozumieniu tej metody, organizacja jest przedstawiana jako swego rodzaju partner innych podmiotów i pozostaje z nimi w ścisłych relacjach. Polega ona na ustaleniu, a następnie zbadaniu strategicznych partnerów organizacji. Strategiczni partnerzy organizacji to wszystkie te instytucje i organizacje, które mają wpływ na funkcjonowanie firmy, na jej działania, decyzje, efekty, a także są w stanie wywrzeć efektywna presję na organizację.

## Etapy badania
1.Ustalenie partnerów organizacji. Na ten etap składają się dwie czynności: wybór partnerów organizacji, a następnie ustalenie hierarchii ważności partnerów. Ta druga czynność jest szczególnie ważna, ponieważ polega ona na wyróżnieniu w otoczeniu organizacji pewnych sfer, w których lokowani są ich partnerzy, po to, aby dać menedżerom wskazówkę, z czyimi interesami i preferencjami organizacja musi się liczyć najbardziej.
2.Określenie relacji między partnerami a organizacją. W tym etapie można wyróżnić trzy podstawowe kroki:
a) określenie oczekiwań partnerów i organizacji,
b) ustalenie celów partnerów,
c) identyfikowanie treści interakcji i sposobu, w jaki zachodzą.
3.Ocena wpływu partnerów na organizację i ustalenie kierunków dalszych działań. Etap ten obejmuje dwa kroki badawcze:
a) ocenę wpływu partnerów na organizację,
b) ustalenie kierunków dalszych działań
Dzięki zastosowaniu tej metody można poznać strategicznych partnerów organizacji, charakter relacji między nimi a analizowaną organizacją, instrumenty i decyzje, poprzez które oddziałują i zamierzają oddziaływać na organizację. Metoda ta może służyć do określenia celów organizacji, czy nawet do generowania i oceny opcji strategicznych.